# Harringtonia
Harringtonia is een kevergeslacht uit de familie van de boktorren (Cerambycidae). De wetenschappelijke naam van het geslacht werd voor het eerst geldig gepubliceerd in 1973 door Lane.

## Soorten
Harringtonia omvat de volgende soorten:
- Harringtonia dalmeidai (Dillon & Dillon, 1946)
- Harringtonia myia (Dillon & Dillon, 1946)